# Paulo Albarracín
Paulo César Albarracín García (Callao, 30 novembre 1989) è un ex calciatore peruviano, di ruolo centrocampista.